# علیرضا چراغعلی
علیرضا چراغعلی (زادهٔ ۱۷ دی ۱۳۷۵) بازیکن فوتبال اهل ایران است که در پست هافبک هجومی برای پاس همدان در لیگ دسته دو بازی می‌کند.

## دوران باشگاهی

### نفت تهران
وی فوتبال حرفه‌ای را از نفت تهران آغاز کرد و زیر نظر علیرضا منصوریان، سرمربی وقت نفت، در تمرینات این تیم شرکت می‌کرد و حتی بعد از انتقال منصوریان از نیمکت نفت به استقلال تهران او نیز در شرف امضای قرارداد با استقلال بود که با پیشنهاد خوب گسترش فولاد مواجه و راهی این تیم شد.

### گسترش فولاد/ماشین‌سازی
چراغعلی از خرداد ۹۵ تا بهمن ۹۷ در عضویت باشگاه فوتبال گسترش فولاد تبریز بود که در این میان نام باشگاه از گسترش فولاد به ماشین‌سازی تغییر کرد.
نخستین بازی وی برای گسترش فولاد در هفته نخست لیگ برتر فوتبال ایران ۹۷–۱۳۹۶ و مقابل پارس جنوبی جم بود که او در این دیدار به عنوان بازیکن تعویضی به جای احمدرضا زنده‌روح دقایقی را برای تیمش بازی کرد.

### ذوب‌آهن
وی در نقل و انتقالات نیم‌فصل لیگ برتر فوتبال ایران ۹۸–۱۳۹۷ به ذوب‌آهن اصفهان پیوست تا در این تیم بار دیگر شاگرد علیرضا منصوریان شود.